# マイケル・ウィンターボトム
マイケル・ウィンターボトム（Michael Winterbottom, 1961年3月29日 - ）は、イングランド・ブラックバーン出身の映画監督・脚本家である。

## 略歴
オックスフォード大学で英文学を学んだ後、ブリストル大学で映画制作を学ぶ。テレビ界においてミステリー・シリーズやドキュメンタリーを手がけ、1995年の 『バタフライ・キス』 で映画監督としてデビューした。
以後、トマス・ハーディ原作の『日蔭のふたり』、ボスニア紛争を描いた『ウェルカム・トゥ・サラエボ』、小粒なドラマ『ひかりのまち』、音楽映画『24アワー・パーティ・ピープル』、SF映画『CODE46』 とジャンルの全く違う作品を次々に手がけ、高い評価を得ている。2004年に監督した『9 Songs』（マルゴ・スティリー主演）では、パンクを中心にした9曲の楽曲の他に、作品中に主演2人の本番セックス・シーンやドラッグを使用するシーンがあったために、賞賛とともに批判的意見も多く見られた。
難民問題を扱った『イン・ディス・ワールド』で、2003年ベルリン国際映画祭金熊賞を受賞した。また、これまで3本の作品がカンヌ国際映画祭のパルム・ドールにノミネートされている。

## 主な監督作品
- バタフライ・キス Butterfly Kiss (1995)
- GO NOW Go Now (1995)
- 日蔭のふたり Jude (1996)
- ウェルカム・トゥ・サラエボ Welcome to Sarajevo (1997)
- アイ ウォント ユー I Want You (1998)
- いつまでも二人で With or Without You (1999)
- ひかりのまち Wonderland (1999)
- めぐり逢う大地 The Claim (2000)
- 24アワー・パーティー・ピープル 24 Hour Party People (2002)
- イン・ディス・ワールド In This World (2002)
- CODE46 Code 46 (2003)
- 9 Songs ナイン・ソングス 9 Songs (2004)
- トリストラム・シャンディの生涯と意見 A Cock and Bull Story (2005)
- グアンタナモ、僕達が見た真実 The Road to Guantanamo (2006)
- マイティ・ハート/愛と絆 The Might Heart (2007)
- キラー・インサイド・ミー The Killer Inside Me (2010)
- The Trip (2010) テレビシリーズ
- スティーヴとロブのグルメトリップ The Trip (2010)　- 同題のテレビシリーズを再編集して劇場版にしたもの
- トリシュナ Trishna (2011)
- いとしきエブリデイ Everyday (2012)
- Mr.スキャンダル The Look of Love  (2013)
- イタリアは呼んでいる The Trip to Italy (2014)
- 天使が消えた街 The Face of an Angel (2014)
- The Emperor's New Clothes (2015)
- On the Road (2016)
- スペインは呼んでいる The Trip to Spain (2017)
- ウエディング・ゲスト 招かれざる客 The Wedding Guest (2018)
- グリード ファストファッション帝国の真実 Greed (2019)
- 忘れない、パレスチナの子どもたちを Eleven Days In May (2022)
- This イングランド ～ボリス・ジョンソンの軌跡～ This England (2022) TVドラマ

## 主な受賞・ノミネート
- 1995年 第45回ベルリン国際映画祭コンペティション部門出品　（『バタフライ・キス』）
- 1995年 第6回ストックホルム国際映画祭新人監督賞受賞　（『バタフライ・キス』）
- 1996年 第49回カンヌ国際映画祭監督週間部門出品　（『日蔭のふたり』）
- 1996年 第9回東京国際映画祭コンペティション部門出品　（『日蔭のふたり』）
- 1997年 第50回カンヌ国際映画祭コンペティション部門出品　（『ウェルカム・トゥ・サラエボ』）
- 1998年 第48回ベルリン国際映画祭コンペティション部門出品　（『アイ ウォント ユー』）
- 1999年 第52回カンヌ国際映画祭コンペティション部門出品　（『ひかりのまち』）
- 2001年 第51回ベルリン国際映画祭コンペティション部門出品　（『めぐり逢う大地』）
- 2002年 第55回カンヌ国際映画祭コンペティション部門出品　（『24アワー・パーティ・ピープル』）
- 2003年 第53回ベルリン国際映画祭金熊賞受賞　（『イン・ディス・ワールド』）
- 2003年 第60回ヴェネツィア国際映画祭コンペティション部門出品　（『CODE46』）
- 2003年 第16回ヨーロッパ映画賞監督賞ノミネート　（『イン・ディス・ワールド』）
- 2006年 第56回ベルリン国際映画祭監督賞受賞　（『グアンタナモ、僕達が見た真実』）
- 2006年 第12回サラエヴォ映画祭観客賞受賞　（『グアンタナモ、僕達が見た真実』）
- 2006年 第19回ヨーロッパ映画賞監督賞ノミネート　（『グアンタナモ、僕達が見た真実』）
- 2007年 第60回カンヌ国際映画祭非コンペティション部門特別招待　（『マイティ・ハート/愛と絆』）
- 2007年 第22回インディペンデント・スピリット賞ドキュメンタリー映画賞受賞　（『グアンタナモ、僕達が見た真実』）
- 2008年 第56回サン・セバスティアン国際映画祭監督賞受賞　（『Genova』）
- 2010年 第60回ベルリン国際映画祭コンペティション部門出品　（『キラー・インサイド・ミー』）
- 2011年 第24回東京国際映画祭コンペティション部門出品　（『トリシュナ』）